# Liste des ministres italiens des Terres libérées de l'ennemi
Cet article dresse la Liste des ministres italiens des Terres libérées de l'ennemi entre 1915 et 1923, période d'existence du ministère.

## Liste des ministres
Partis
- Parti républicain italien
- Parti radical italien
- Parti populaire italien
- Union libérale
- Parti libéral italien
- Parti national fasciste

Coalitions
- Coalition libérale
- Fasciste

| N.                   | Portrait             | Nom (Naissance–Décès)                                | Durée du mandat    | Durée du mandat    | Durée du mandat | Parti     | Parti                                  | Gouvernement        | Réf. |
| N.                   | Portrait             | Nom (Naissance–Décès)                                | Entrée en fonction | Sortie de fonction | Durée du mandat | Parti     | Parti                                  | Gouvernement        | Réf. |
| -------------------- | -------------------- | ---------------------------------------------------- | ------------------ | ------------------ | --------------- | --------- | -------------------------------------- | ------------------- | ---- |
| 1                    |                      | Salvatore Barziali (1860–1939)                       | 15 juillet 1915    | 18 juin 1916       | 339 jours       |           | Parti républicain italien              | Salandra II         |      |
| Fonction non occupée | Fonction non occupée | Fonction non occupée                                 | 1916–1919          | 1916–1919          | 1916–1919       | 1916–1919 | 1916–1919                              | Boselli Orlando     |      |
| 2                    |                      | Antonio Fradeletto (1858–1930)                       | 19 janvier 1919    | 23 juin 1919       | 155 jours       |           | Parti radical italien                  | Orlando             |      |
| 3                    |                      | Cesare Nava (1861–1933)                              | 23 juin 1919       | 14 mars 1920       | 265 jours       |           | Parti populaire italien                | Nitti I             |      |
| 4                    |                      | Giovanni Raineri (1858–1944)                         | 14 mars 1920       | 21 mai 1920        | 68 jours        |           | Union libérale                         | Nitti I             |      |
| 5                    |                      | Alberto La Pegna (1873–1940)                         | 21 mai 1920        | 15 juin 1920       | 25 jours        |           | Parti radical italien                  | Nitti II            |      |
| (4)                  |                      | Giovanni Raineri (1858–1944)                         | 15 juin 1920       | 26 février 1922    | 1 an, 256 jours |           | Union libérale                         | Giolitti V Bonomi I |      |
| 6                    |                      | Luigi Facta (1861–1930) En tant que Premier ministre | 26 février 1922    | 14 mars 1922       | 16 jours        |           | Union libérale / Parti libéral italien | Facta I             |      |
| 7                    |                      | Maggiorino Ferraris (1856–1929)                      | 14 mars 1922       | 1er août 1922      | 140 jours       |           | Parti libéral italien                  | Facta I             |      |
| 8                    |                      | Vito Luciani (1859–1951)                             | 1er août 1922      | 31 octobre 1922    | 91 jours        |           | Parti libéral italien                  | Facta II            |      |
| 9                    |                      | Giovanni Giuriati (1876–1970)                        | 31 octobre 1922    | 1er mars 1923      | 121 jours       |           | Parti national fasciste                | Mussolini           |      |